# Groot Marico
Groot Marico este un oraș din Africa de Sud.